# Yars’ Revenge
Yars’ Revenge ist ein Shoot ’em up, das von Howard Scott Warshaw entwickelt und erstmals 1981 von Atari für das Atari VCS veröffentlicht wurde. Später folgten Portierungen für den Game Boy Color und Game Boy Advance.

## Hintergrundgeschichte
Das Alien Qotile hat den Planeten IV im Sonnensystem Razak zerstört. Die Bewohner des Sonnensystems – mutierte Fliegen – sind auf Vergeltung aus. Vom Planeten III aus greifen die Yars Qotiles Basis an, um sie zu zerstören und Qotile zu vernichten.

## Spielprinzip
Der Spieler steuert einen Yar. Ziel des Spiels ist die Zerstörung des am rechten Bildschirmrand befindlichen Qotile, der mit einem Energieschild geschützt ist. Der Schild kann mittels Berührung oder durch Beschuss abgebaut werden. Wurde der Schild soweit abgebaut, dass Qotile ungeschützt ist, kann dieser mittels der Zorlon-Waffe vernichtet werden.
Qotile besitzt zwei Waffensysteme zur Verteidigung: eine Rakete verfolgt den Spieler permanent, und kann von diesem nicht zerstört werden. Allerdings ist sie innerhalb einer neutralen Zone auf dem Spielfeld unschädlich, der Spieler kann innerhalb dieser Zone jedoch ebenfalls nicht schießen. Die zweite Waffe ist ein Swirl (deutsch: Wirbel), mit dem Qotile auf die Spielfigur in zufälligen Zeitabständen schießt.

## Entwicklungsgeschichte
Yars’ Revenge wurde von Howard Scott Warshaw entwickelt und 1981 von Atari veröffentlicht. Das Spiel wurde ursprünglich als Portierung des Arcade-Spiels Star Castle entwickelt, im Laufe der Entwicklung wurde das Spielprinzip jedoch verändert. Yars’ Revenge gilt als eine der populärsten Eigenentwicklungen, die für das Atari 2600 veröffentlicht wurden.
1999 wurde ein Remake des Spieles für den Game Boy Color veröffentlicht. Im Jahr 2005 folgte eine weitere Veröffentlichung zusammen mit Pong und Asteroids für den Game Boy Advance. Das Spiel ist weiterhin in den Atari-Flashback-Konsolen integriert. Das Atari-Flashback-II-System enthält außerdem den speziell für diese Konsole entwickelten Nachfolger Yars’ Return.

## Rezeption
Yars' Revenge gehörte zur zweiten Riege von Computerspielen, die das Museum of Modern Art am 28. Juni 2013 in seine Dauerausstellung aufnahm.

## Trivia
- Die Yars und das Sonnensystem Razak wurden nach Ray Kassar benannt, dem damaligen CEO von Atari.
- Der Atari-2600-Version war ein kleiner Comic beigelegt, welcher die Geschichte des Spiels erläutert.
- Das Spiel besitzt ein Easter Egg: Wenn Qotile mittels der Zorlon-Waffe vernichtet wurde, und der Spieler sich vertikal von oben nach unten an einer Linie innerhalb der Explosion bewegt, werden die Initialen des Entwicklers angezeigt und das Spiel angehalten.